# Kane Kidwell
Kane Devid Jirakit Kidwell (thailändisch เคน เดวิด จิรกิตต์ คิดเวล; * 1. September 2002) ist ein thailändisch-US-amerikanischer Fußballspieler.

## Karriere
Kane Kidwell erlernte das Fußballspielen in der Jugend des Bangkok FC. Hier unterschrieb er im Januar 2025 auch seinen ersten Profivertrag. Der Verein aus der Hauptstadt Bangkok spielt in der zweiten Liga, der Thai League 2. Sein Zweitligadebüt gab Kidwell am 7. März 2025 (28. Spieltag) im Auswärtsspiel gegen den Police Tero FC. Bei der 2:1-Niederlage wurde er in der 72. Minute für Charyl Chappuis eingewechselt.